# Uttaraandhra
L'Uttaraandhra, en télougou : ఉత్తరాంధ్ర (IAST : Uttara Āndhra) ou Nord Andhra, également connu sous le nom de Kalinga Andhra,, est une région géographique de l'État indien de l'Andhra Pradesh. 
Elle est située entre les Ghats orientaux et la côte du golfe du Bengale. Elle comprend six districts du nord de l'État, Srikakulam, Parvathipuram Manyam, Vizianagaram, Visakhapatnam, Alluri Sitharama Raju et Anakapalli. Selon le recensement de l'Inde de 2011, la région et ses six districts comptent une population de 9 338 177 habitants.
La région se trouve à l'extrême nord-est de l'État indien de l'Andhra Pradesh. Les districts de Kakinada et celui du Godavari oriental s'étendent au sud-ouest, tandis que l'Odisha la délimite au nord, le golfe du Bengale au sud et à l'est, et des parties du Telangana et du Chhattisgarh à l'ouest.
Visakhapatnam est la plus grande ville de la région en termes de population et de superficie. La région d'Uttarandhra fait partie de la région côtière d'Andhra.